# Dimitrios Golemis
Dimitrios (o Demetrius) P. Golemis (griego: Δημήτριος Γολέμης; 15 de noviembre de 1874 en Lefkada - 9 de enero de 1941) fue un atleta griego que compitió en los Juegos Olímpicos de Atenas 1896.
Golemis compitió en los 800 metros. Finalizó segundo en su ronda clasificatoria, lo que le dio el pase a la final. Allí terminó la carrera en la última posición de los tres finalistas, entre ellos Albin Lermusiaux de Francia, quien derrotó a Golemis en la serie clasificatoria. El tercer lugar de Golemis le permitió obtener la medalla de bronce (asignada retroactivamente por el Comité Olímpico Internacional, debido a que en los Juegos de Atenas 1896 no se premiaba al tercer lugar).
También compitió en los 1500 metros y finalizó aproximadamente en la mitad de los ocho corredores que tomaron parte de la prueba, pero su posición exacta no es clara.